# Sis dies de Saint-Étienne
Els Sis dies de Saint-Étienne era una cursa de ciclisme en pista, de la modalitat de sis dies, que es disputava a Saint-Étienne (França). La seva primera edició data del 1928 i es va disputar fins al 1953, amb algun parèntesi.

## Palmarès
| Any     | Primers                               | Segons                           | Tercers                                |
| ------- | ------------------------------------- | -------------------------------- | -------------------------------------- |
| 1928    | Lucien Choury · Louis Fabre           | Oscar Daemers · Kamiel De Clercq | Alfred Beyl · Jean Cugnot              |
| 1929    | Georges Peyrode · André Mouton        | Lucien Choury · Louis Fabre      | Onésime Boucheron · Raymond Hournon    |
| 1930    | Piet van Kempen · Francis Fauré       | André Mouton · Jean Schorn       | Paul Wuyard · Roger Peix               |
| 1931    | Omer Debruycker · Albert Billiet      | Henri Aerts · Louis Muller       | Armand Haesendonck · August Mortelmans |
| 1932-35 | No disputats                          |                                  |                                        |
| 1936    | Piet van Kempen · Jean van Buggenhout | Onésime Boucheron · André Mouton | Octave Dayen · Georges Wambst          |
| 1937    | Piet van Kempen · Jean van Buggenhout | Alfred Crossley · Jimmy Walthour | Onésime Boucheron · André Mouton       |
| 1938    | Cor Wals · Marcel Guimbretière        | André Mouton · Jan Pijnenburg    | Octave Dayen · Michel Pecqueux         |
| 1939-48 | No disputats                          |                                  |                                        |
| 1949    | Émile Carrara · Raymond Goussot       | Bernard Bouvard · Roger Godeau   | Raymond Louviot · Victor Pernac        |
| 1950    | Guy Lapébie · Achiel Bruneel          | Ernest Thyssen · Maurice Depauw  | Arthur Sérès · Roger-Jean Le Nizerhy   |
| 1951    | Robert Naeye · Ernest Thyssen         | Émile Carrara · Guy Lapébie      | Armin von Büren · Walter Bücher        |
| 1952    | Émile Carrara · Georges Senfftleben   | Bernard Bouvard · Roger Godeau   | Marcel Logerot · Roger Piel            |
| 1953    | Ferdinando Terruzzi · Lucien Gillen   | Otto Ziege · Théo Intra          | Robert Chapatte · Henri Surbatis       |